# Peršin
Peršin je priimek več znanih Slovencev:
- Aleksander Peršin, arhitekt
- Darinka Peršin Andromako (1929-2019), filmska montažerka
- Blaž Peršin, kulturni menedžer
- France Peršin (1922—1997), slikar
- Peter Kovačič Peršin (*1945), teolog, slavist in pisatelj
- Sanja Nešković Peršin (*1968), baletna plesalka, koreografinja